# Hôtel de ville de Comines
L'Hôtel de Ville de Comines est un Monument historique construit de 1922 à 1932 sur les plans de l'architecte Louis Marie Cordonnier situé à Comines en France. En 2005, le beffroi de l'hôtel de ville est admis au patrimoine mondial de l'UNESCO parmi les beffrois de Belgique et de France.

## Histoire
Le premier beffroi de Comines est érigé à la fin du XIIIe siècle. En 1276, un donjon-tour de guet domien la ville. En bois , la construction vise à se protéger des envahisseurs. Il brûle 30 ans plus tard dans l'incendie qui détruit la ville. Il est reconstruit à plusieurs reprises, comme en 1382 après avoir été brûlé par les Flamands. On le reconstruit en le voulant plus solide il est érigé en pierre, entouré de fossés, coiffé d'un flèche. Cela ne le protège pas du feu en 1427,  puis en 1579, après sa destruction pendant les guerres de religion. En 1594, la famille de Croÿ finance la construction d'une nouvelle tour; le chantier dure 40 ans. En 1623, la date est inscrite sur un des murs, le beffroi prend la forme qui sera la sienne, une tour carrée avec un bulbe. C'est au XVIIe siècle également que le premier hôtel de ville est érigé, par l'ajout d'une halle. Au XVIIIe siècle, le beffroi devient propriété de la ville avec l'hôtel de ville et des écuries. Pendant la première guerre mondiale, une grande partie de la ville est détruite, dont l'hôtel de ville et le beffroi, dynamité par les Allemands en 1918. Au début des années 1920, la commune fait appel à l'architecte Louis Marie Cordonnier pour la reconstruction. Dans son projet, un nouvel hôtel de ville, de style néo-flamand, est accolé au beffroi, déplacé de quelques mètres mais reconstruit à l'identique du beffroi de 1623. L'hôtel de ville est inauguré en 1929 et le beffroi en 1932. Il n'est ensuite que légèrement endommagé pendant la seconde guerre mondiale. L'ensemble est inscrit à l'inventaire des monuments historiques en avril 2001. Le beffroi est également inscrit au patrimoine mondial de l’UNESCO, en juillet 2005.

## Description
L'hôtel de ville, construit en brique et orné de vitraux, est relié au beffroi par une galerie. Le beffroi, d'une hauteur totale de 58 mètres, est constitué d'une tour quadrangulaire de 22 mètres de haut, en brique soulignée de pierre blanche, surmontée d'un bulbe à huit pans couvert d'ardoise de 11 mètres de haut supporté par une charpente en béton. Deux lanternes superposées et un bulbe décoratif porteur d'une girouette à tête de monstre ornent son faîte. Autour du campanile, le haut de la tour porte un chemin de ronde encadré de quatre tourelles d’angle.

### Le beffroi d'avant 1914-18
Le beffroi de Comines,, commencé après 1359 et achevé une première fois en 1429, fut ravagé en 1579 avec les archives par un incendie provoqué par les Gueux (protestants). La reconstruction fut terminée en 1623 (règne d'Albert et Isabelle)  avec l'ajout du bulbe.
Chacune des  quatre faces mesurait 9 mètres. La porte d'entrée, en ogive avec arc en tiers-point, en partie enterrée à la suite de l'élévation du sol en 1522, était surmontée d'une fenêtre cintrée, modernisée au XVIIIe siècle. La tour carrée proprement dite, haute de 22 m, était construite en briques rouges traditionnelles en bonne partie cuites au bois, sur une assiette en grès, la porte d'entrée en ogive, les chaînages d'angle et les encadrements de la façade latérale gauche regardant vers l'ancien hôtel de ville étant en grès ou en pierre blanche. Elle était couronnée d'une arcature trilobée en briques et offrait à chaque angle une tourelle à encorbellement avec clocheton.
La partie charpentée, qui comportait un bulbe à 8 pans avec 4 cadrans correspondant aux 4 faces de la tour surmonté d'un premier pavillon terminé par une boule allongée et d'un second plus petit, culminait à 52 mètres, avec une girouette à tête de monstre.
La charpente était en chêne, couverte d'ardoises et de plomb.
Le rez-de-chaussée à l'intérieur était couvert d'une voûte en briques.
En 1857, la partie supérieure (dôme, etc) fut redressée et la charpente restaurée.
On demanda le classement M.H. en 1857. Celui-ci fut obtenu dès 1862 (ainsi que celui du château de Comines). Un classement aussi précoce montre toute la valeur du monument (le département comptait à l'époque 18 M.H.). Dès 1790, un chapitre entier (LVIII) des Antiquités Nationales de Millin était d'ailleurs consacré au château de Comines et au beffroi qui bénéficiait de deux illustrations pleine page.

### La destruction par les Allemands
Malheureusement, ce beffroi fut détruit par les Allemands pendant la guerre de 1914-18.
En 1920, comme on peut le voir sur la photo 104 de l'Album B13 de la Bibliothèque Numérique de la Médiathèque Municipale de Lille, datée de 1920, il ne restait plus que la partie droite du rez-de-chaussée de la façade principale du beffroi avec la moitié de l'arc gothique de la porte et une très petite partie du 2e étage.

### La destruction finale du beffroi par les vandales.
En 1922, constatant la disparition totale du beffroi, la Commission des M.H. dressa procès-verbal : « adoptant les conclusions du rapport de M. l'Inspecteur Genuys, la Commission émet l'avis qu'il y a lieu de déclasser le beffroi, dont il ne reste plus rien, mais demande que des poursuites soient effectuées, s'il y a lieu, contre les auteurs responsables de sa destruction.» (La destruction d'un M.H. est un acte grave puisque la moindre modification demande l'autorisation de l'Architecte en chef des M.H..)
Il n'y eut pas de poursuites, ni de demande de réparations. En fait, le service des Monuments Historiques a accordé aux démolisseurs ce qu'ils visaient : le déclassement du beffroi qui permettait de le reconstruire ailleurs dans la ville et en toute liberté.
Tous les vestiges du beffroi ayant été mis à la décharge, il était devenu impossible de reproduire à l'identique le monument disparu, aucun témoin des matériaux utilisés n'ayant été conservé. C'est tout le contraire de ce qui s'est produit aux Halles d'Ypres (Belgique), du XIIIe siècle, à 15 km de Comines, où on a procédé à une restauration et reconstitution très respectueuses : à partir de 1914, on a consolidé les ruines puis on s'est préoccupé de la reconstruction en dressant plans et relevés et en prenant des photos des monuments à reconstruire et après la guerre on reconstruisit halle et beffroi dans leur forme primitive.
En fait, dès 1919 la municipalité de Comines et les Reconstructeurs décidèrent de reconstruire la ville sur un nouveau plan et en 1922 on décida officiellement de « ne pas reconstruire le beffroi sur son ancien site », c'est-à-dire de le déplacer. 
Dès 1920 on avait créé une coopérative de reconstruction qui décidait de la conservation ou de la destruction de chaque immeuble de la ville en ruines, et confié le travail de déblaiement des ruines à une société de démolition.
Un an avant, en 1919, disparut aussi à Comines un autre monument classé M.H., qui avait résisté à la guerre de 14 : la tour du château : «  sa qualité de monument historique déclaré, et protégé en principe par la loi, ne le préserva pas du sort commun ». Il n'y eut pas de procès-verbal de la Commission des M.H. : aucune réaction.
Ce type de vandalisme très spécifique car le fait des Reconstructeurs, c'est-à-dire des pouvoirs publics, concernant des monuments classés M.H., ne fut pas exceptionnel dans le Nord-Pas-de-Calais :
- À Bailleul, le portail roman de l'église Saint-Vaast, à trois voussures plein cintre du XIIe siècle, le seul et le dernier subsistant dans le département du Nord[22], en cours de classement M.H.[23], fut détruit par les Reconstructeurs après 1918[24], avec de la dynamite[25] (l'architecte Louis Marie Cordonnier, qui coordonna la reconstruction dans la vallée de la Lyset soutint le nouveau plan de Bailleul, conçut, avec Louis-Stanislas Cordonnier, la nouvelle église Saint-Vaast.)[26].
- À Béthune, l'Hôtel du Nord, maison exceptionnelle du XVIe siècle sur la grand-place avec deux pignons chantournés de 1556, classée M.H. en 1910[27], qui avait par miracle échappé aux destructions de la guerre 14, fut détruite en 1920 par les Reconstructeurs[28]. Philippe Decroix[28] précise : « sans remords »

Dans chacun de ces deux cas il n'y eut aucune réaction de la Commission des M.H.ni aucun procès-verbal. Toutes ces destructions lors de la reconstruction du Nord-Pas-de-Calais après la 1re G.M.  montrent que dans de nombreux cas le service des M.H. n'a pas réussi à remplir sa mission : protéger les monuments classés M.H. contre les vandales (qui ont pu bénéficier d'une complète impunité).
Après la destruction de l'ensemble formé par les vestiges du beffroi de Comines, l'ancien hôtel de ville de 1701, en grès, briques et pierre blanche adossé au beffroi dont il restait les murs et une partie de la toiture, et l'église Saint-Chrysole du XVIIe siècle dont il restait en 1918 les murs et la tour ogivale que l'on choisit de ne pas étayer et qui finit par s'effondrer en 1919 sous l'effet du vent, on s'engagea dans la délocalisation de ces trois édifices, l'emplacement des monuments détruits étant consacré à un jardin public.

### Le déclassement du beffroi
Le 12 décembre 1922, le beffroi fut déclassé par décret du Président de la République, ce qui permit de le reconstruire à un autre emplacement et sans aucune contrainte.
Le déclassement est une procédure qui est normalement très rare et même exceptionnelle mais qui fut utilisée couramment dans le Nord-Pas-de-Calais. Elle consiste tout simplement à sortir un monument de la liste des M.H. et à dégager ainsi le propriétaire de toute obligation d'entretien, de restauration ou de reconstruction sous contrôle de l'administration et d'un architecte en chef des M.H..
À l'exception des beffroi et hôtel de ville d'Arras, aucun des beffrois et hôtels de ville du Nord-Pas-de-Calais classés M.H. endommagés lors des deux dernières guerres n'a bénéficié de la protection en tant que M.H., c'est-à-dire d'une restauration ou reconstruction sous contrôle des M.H. :

Les uns ont été déclassés après leur destruction :
- Beffroi de Bergues (XIVe siècle-XVIe siècle): classé M.H.  en 1840[35], détruit en 1940-45, déclassé en 1954[36]
- Beffroi d'Orchies (XVIIe siècle) : classé M.H.  en 1910[37], détruit en 1914-18, déclassé en 1926[38]
- Le beffroi de Bailleul (XIVe siècle) est un cas particulier car il a été classé M.H.  en 1875[39] mais radié en 1889[40], soit bien avant sa destruction en 14-18. Le rez-de-chaussée, seul vestige qui a résisté à la 1re G.M., a été de nouveau classé M.H. le 12-12-1922[41], la municipalité ayant accepté son classement pour lui éviter le sort du portail roman de Saint-Vaast qui fut dynamité par les Reconstructeurs[25].
- L'Hôtel de Ville de Cassel (XVIe siècle-XVIIe siècle), classé M.H. en 1862[42], constitue un cas très particulier : détruit en 1940-45 par les Allemands, il n'a pas été déclassé mais n'a pas été traité comme un M.H. et c'est la ville de Cassel qui a choisi son nouvel aspect lors de sa reconstruction[43] (40) .

Le fait est qu'à Comines, comme à Bergues, Orchies, Bailleul et Cassel, l'administration des M.H. s'est épargnée de grosses dépenses (généralement 50 % de participation aux restaurations et reconstructions) et pouvait se considérer comme gagnante. Les villes, de leur côté, étaient aussi très heureuses de se débarrasser de ce qu'elles considéraient comme une charge inutile : un M.H. entraîne des contraintes en tous genres et des travaux plus chers que pour un bâtiment ordinaire, même s'ils étaient généralement pris en charge à 50 % par l'État.

### La reconstruction du beffroi
En mai 1922 l'architecte Louis Marie Cordonnier présenta les futurs plans de l'hôtel de ville avec le beffroi qui lui est relié par un mur b. Dès le déclassement du 12 décembre 1922, la reconstruction sur un autre lieu pouvait commencer. Elle se termina en 1928.
Le beffroi a été reconstruit en briques d'Orp-le-Grand, des briques industrielles qui tirent vers le jaune orangé, qui remplacent les briques rouges traditionnelles d'origine, et avec de la pierre reconstituée, lisse et uniforme, qui remplace deux matériaux différents : la pierre blanche et le grès. Les matériaux utilisés, modernes et anachroniques, sont donc d'aspect et de couleur différents de ceux d'origine, mais ce sont ceux que l'architecte Louis Marie Cordonnier avait choisis pour le nouvel hôtel de ville.
L'architecte a gardé les mesures de l'ancien beffroi pour la partie maçonnée : 9 m de côté et 22 m de haut.
Mais le bulbe culmine maintenant à 58 m, alors qu'auparavant c'était à 52 m. La partie charpentée qui mesurait 30 m de haut est donc passée à 36 m, soit un étirement de 6 m soit 20 % en plus : le bulbe est moins ventru que dans sa version antérieure.
De plus, Louis Marie Cordonnier a aligné le beffroi (façade principale) sur la façade principale de l'hôtel de ville, au rez-de-chaussée duquel  il est relié par un mur. Le beffroi, qui se détachait auparavant nettement de l'ancien hôtel de ville qu'il dominait, apparaît maintenant comme un élément annexe de l'hôtel de ville dont la toiture dépasse la partie maçonnée du beffroi : on peut penser que l'architecte a étiré la partie bulbeuse pour éviter que le beffroi ne soit un peu écrasé par l'hôtel de ville.
L'architecte s'est en plus permis d'ajouter en bas du beffroi le soubassement en pierre reconstituée qui court tout autour de son hôtel de ville.
Les ouvertures de la face principale du beffroi ont été respectées mais celles de la face latérale gauche sont passées sur la face latérale droite, comme on peut le voir en comparant des photos anciennes et modernes. Les fenêtres de la face arrière, créées par Cordonnier en accord avec celles du nouvel hôtel de ville, sont anachroniques.
En définitive, il s'agit non d'une copie, mais d'une adaptation de l'ancien beffroi, avec des matériaux différents et une modification de la forme de la partie charpentée et des ouvertures des faces latérales et arrière en fonction du nouveau contexte. L'architecte a pu agir en toute liberté grâce au déclassement de 1922. Le service des M.H. a accordé au beffroi de Comines, sans aucune réserve, de nouveau le classement (à l'inventaire supplémentaire des M.H., ce qui est une catégorie inférieure il est vrai) le 26-04-2001, ce qui lui a permis de faire partie automatiquement des beffrois belges et français qui ont postulé et reçu le label « Patrimoine de l'Humanité » en 2005.